# Aspila oregonica
Aspila oregonica là một loài bướm đêm trong họ Noctuidae.